# Esteve Harding
Esteve Harding o Stephen Harding (Dorset, Regne d'Anglaterra, segle xi - Abadia de Cîteaux, 28 de març de 1134) va ser un monjo cistercenc, tercer abat de Cîteaux i considerat el tercer cofundador de l'Orde del Cister.

## Biografia
Se sap que parlava anglosaxó, normand i llatí. De jove, va ingressar a l'abadia de Sherborne, però la va deixar i es convertí en un estudiant itinerant que visitava diversos monestirs on aprenia i ensenyava.
Va arribar a l'abadia de Molesme, a la Borgonya, que havia fundat Robert de Molesme, que n'era l'abat. Aviat, però, la comunitat va tenir problemes de convivència i alguns monjos es rebel·laren; Robert va marxar-ne, i el prior Alberic de Cîteaux i Esteve van marxar amb ell, fins que els altres monjos els cridaren i Alberic va tornar. Robert i Esteve romangueren sols i Alberic, veient que a Molesme no hi podria dur a terme el seu ideal monàstic, va anar, amb vint-i-dos monjos més, a retrobar-los. Els tres van anar fins a Cîteaux, a la diòcesi de Chalon-sur-Saône, on el 1098 fundaren una comunitat amb una forma de vida diferent a la benedictina i que va ser l'origen de l'Orde Cistercenc.
Robert va ésser-ne el primer abat de Cîteaux, però l'any següent marxà a Molesme i Alberic el succeí, fins que morí en 1108. Esteve Harding esdevingué llavors el tercer abat de Cîteaux. Com a abat conduí el monestir a un període gran creixement. El 1112 va rebre la visita de Bernat de Claravall, que s'hi quedà i s'hi feu monjo. Entre 1112 i 1119, dotze noves cases cistercenques van ésser fundades. Per a elles, Esteve escrigué, en 1119, la Carta charitatis ("Carta de Caritat"), document fonamental de l'orde cistercenc, que n'estableix els principis.
Durant vint-i-cinc anys, Esteve regí l'abadia i tot l'orde cistercenc, essent-ne el responsable directe de la consolidació i creixement. Cap al 1125, fundà el primer monestir femení de l'orde a Tart (Borgonya), donant origen a les congregacions de monges cistercenques. En 1133, renuncià al càrrec a causa de l'edat i la mala salut i morí l'any següent, el 28 de març de 1134.

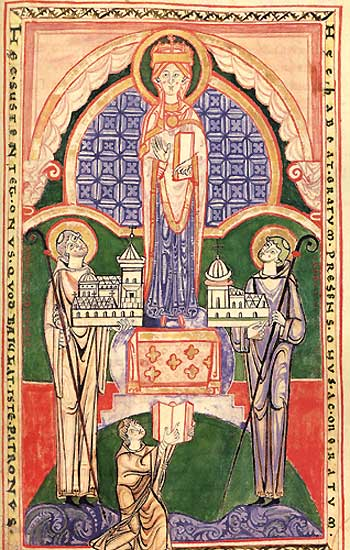
Miniatura del segle xiii amb els fundadors de l'orde cistercenc i la Mare de Déu (d'esquerra a dreta: Alberic, Robert i Esteve)
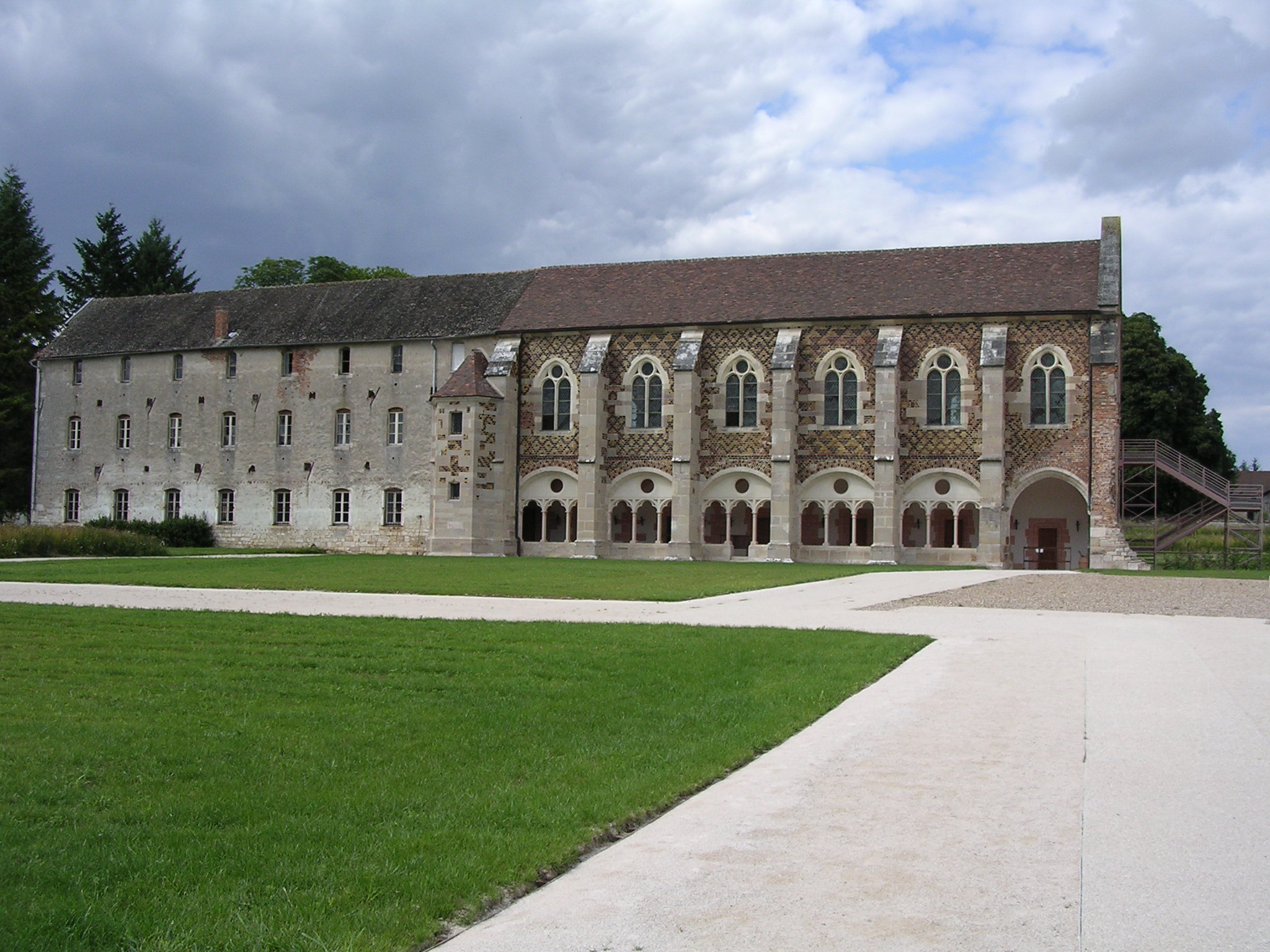
Restes de l'abadia de Cîteaux.
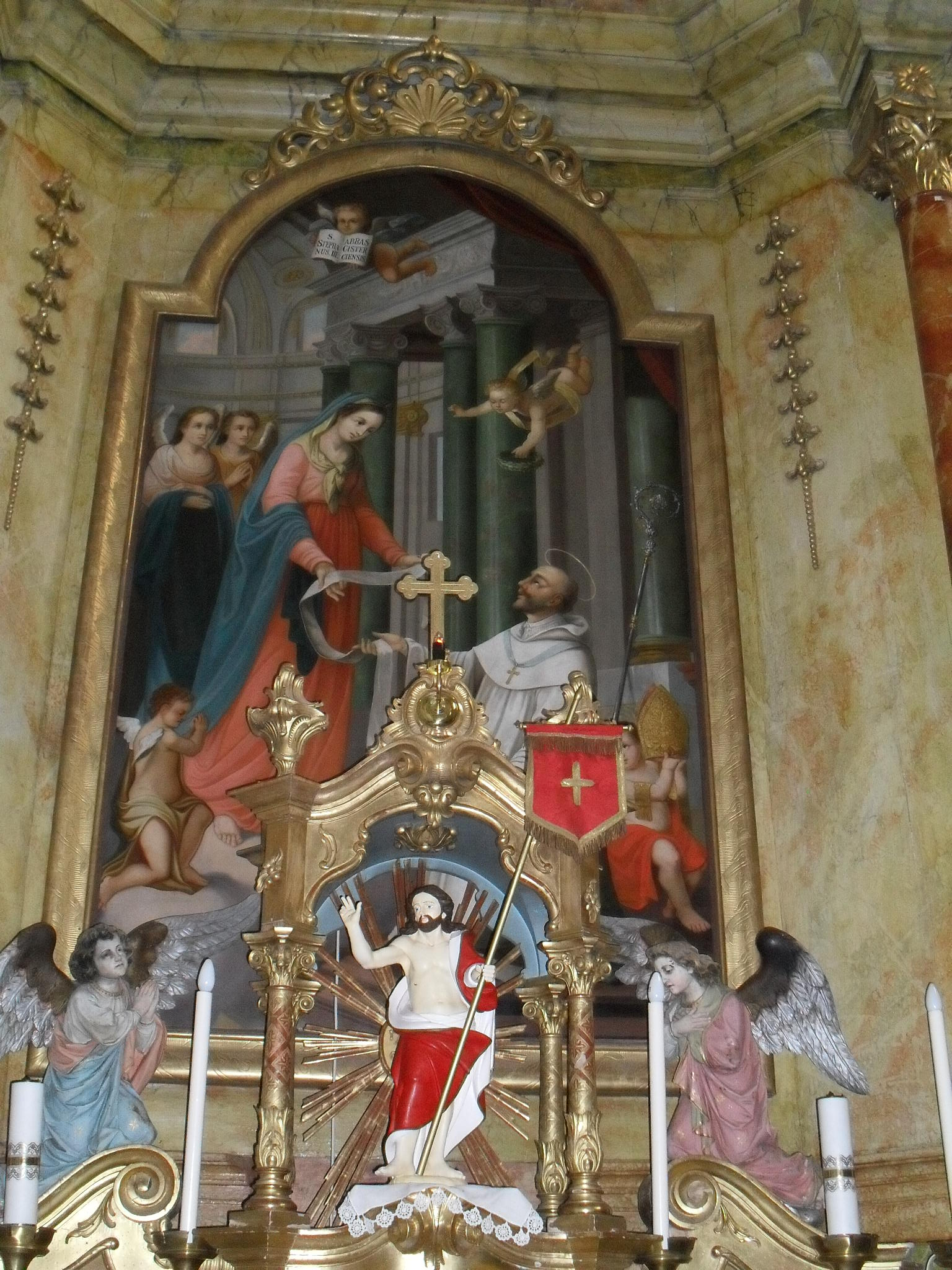
Maria dona l'escapulari a Esteve Harding, a l'altar de l'església de S. Esteve Harding d'Apátistvánfalva (Hongria)